# N-Acetilglukozamin
N-Acetilglukozamin (N-acetil--glukozamin, GlcNAc, NAG) je monosaharidni derivat glukoze. On je amid između glukozamina i sirćetne kiseline. Njegova molekulska formula je 815O6, i molarna masa je 221.21 g/mol. On je značajan u više bioloških sistema.
On je deo biopolimera bakterijskog ćelijskog zida, izgraćenog od alternirajućih jedinica GlcNAc i N-acetilmuraminske kiseline (MurNAc), umrežene sa oligopeptidima na laktatnim ostacima MurNAc. Ova slojasta struktura se naziva peptidoglikan.
GlcNAc je monomerna jedinica polimera hitina, koji formira spoljašnji pokrivač insekata i rakova. 
Polimerizovan sa glukuronskom kiselinom on formira hialuronan.

## Medicinska upotreba
Smatra se da može da nađe primenu u lečenju autoimunih bolesti.

## Spoljašnje veze
- N-Acetilglukozamin  Архивирано на веб-сајту  (7. септембар 2011)
- Multipla Skleroza

|  | Molimo Vas, obratite pažnju na važno upozorenje u vezi sa temama iz oblasti medicine (zdravlja). |